# Duque do Porto
Duque do Porto é um título nobiliárquico de Portugal, criado em 4 de Abril de 1833 pelo Rei D. Pedro IV a favor da sua filha D. Maria da Glória. O título está ligado à família real portuguesa, sendo normalmente atribuído ao segundo filho do Chefe da Casa Real.

## Duques do Porto
1. D. Maria II, Rainha de Portugal (1819-1853)
2. D. Luís de Bragança, Infante e depois Rei de Portugal, como D. Luís I (1838-1889)
3. D. Afonso de Bragança, Infante de Portugal (1865-1920)

### Reivindicações pós-Monarquia
Reivindicou, também, o título de Duque do Porto:
- Dinis de Bragança (2.º filho varão de Duarte Pio de Bragança)